# Draaispoelmeter

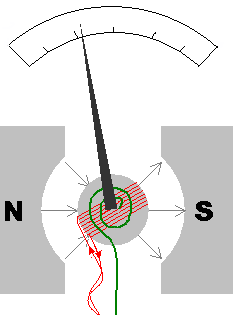
Draaispoelmeter

Een draaispoelmeter is een analoog elektrisch meetinstrument dat een gelijkstroom meet en afhankelijk van de grootte van die stroom een bepaalde wijzeruitslag geeft. Als de gemeten stroom op zijn beurt een functie is van een andere grootheid, is de wijzeruitslag dus een maat voor die grootheid.
Een draaispoelmeter is opgebouwd uit een aan een as bevestigd draaibaar spoeltje dat zich in het magnetisch veld bevindt van een permanente magneet. De elektrische aansluiting met het draaibare spoeltje geschiedt via twee tegengestelde veertjes van fosforbrons. De veertjes zijn tegensteld gewikkeld om de temperatuursinvloed te beperken.

Zodra het spoeltje op een spanningsbron wordt aangesloten gaat er door het spoeltje een stroom vloeien. Hierdoor ontstaat er een tweede magnetisch veld en zullen er aantrekkende en afstotende krachten op het spoeltje ontstaan, immers de noordpool veroorzaakt door de spoel wordt aangetrokken door de zuidpool van de magneet. Door deze lorentzkrachten zal het spoeltje gaan draaien. De tegenwerking wordt veroorzaakt door de kleine veertjes op de as waarop de spoel is gemonteerd. De evenwichtsituatie tussen de magnetische kracht en de door de veertjes uitgeoefende kracht is een maat voor de grootte van de stroom die door het spoeltje loopt. De demping van de wijzer geschiedt door wervelstromen. Door de opbouw valt de draaispoelmeter in de categorie elektromagnetische meters.
Draaispoelmeters die als meetinstrument worden gebruikt zijn vrijwel altijd voorzien van een spiegel om parallaxfouten te voorkomen. Een speciale uitvoering is de spiegelgalvanometer, waarbij in plaats van een wijzer een miniatuurspiegeltje op het spoeltje is gemonteerd, dat een lichtbundel reflecteert op een lichtdoorlatende schaal. Met dit type meter kon een grote nauwkeurigheid en een redelijke snelheid bereikt worden.
Een draaispoelmeter heeft over het algemeen een lage inwendige weerstand en een regelmatige (lineaire) schaalverdeling. Een draaispoelmeter is richtinggevoeling en daarmee uitsluitend geschikt voor meten van een gelijkstroom (DC). Om de meter voor wisselstroom te kunnen gebruiken dient de aangesloten wisselstroom eerst gelijkgericht te worden.

## Vervanging door digitale displays
Voordat led- en lcd-displays bestonden, werden draaispoelmeters algemeen gebruikt om gemeten waarden van allerlei grootheden weer te geven. Zolang de te meten grootheid maar via een sensor of transducer omgezet kan worden in een gelijkstroom, kan een draaispoelmeter de actuele waarde van de betreffende grootheid weergeven. Led- en lcd-displays hebben ten opzichte van draaispoelmeters het voordeel dat vrij gemakkelijk een exacte waarde afgelezen kan worden, zonder dat de stand van een wijzer ten opzichte van een schaalverdeling geïnterpreteerd hoeft te worden. Wanneer het echter om een ruwe aflezing gaat, hebben draaispoelmeters weer een voordeel: er is bijvoorbeeld in één oogopslag af te lezen of een meter "over de helft" staat, zonder dat onze hersenen eerst een getal moeten verwerken. Om hieraan tegemoet te komen worden lcd-displays van meetinstrumenten vaak voorzien van een analoge streepjesschaal.
Door de opkomst van de micro-elektronica werden led- en lcd-displays steeds goedkoper, en verdween geleidelijk aan de populariteit van de draaispoelmeters.